# Butuzoflya
Die Butuzoflya (norwegisch; japanisch 仏像平 Butuzô-daira, deutsch ‚Flacher Buddha‘) ist ein Hügel mit abgeflachtem Gipfel im ostantarktischen Königin-Maud-Land. Im Gebirge Sør Rondane ragt er in der Balchenfjella am nördlichen Ausläufer der Berrheia auf.
Luftaufnahmen entstanden bei japanischen Expeditionen zwischen 1981 und 1982 sowie 1987. Japanische Wissenschaftler waren es auch, die den Hügel zwischen 1987 und 1988 kartierten sowie 1989 benannten. Wissenschaftler des Norwegischen Polarinstituts übertrugen die Benennung 1990 in einer Teilübersetzung ins Norwegische.